# Taiwo Awoniyi
Taiwo Michael Awoniyi (Ilorin, 12 augustus 1997) is een Nigeriaans profvoetballer die als aanvaller speelt. Hij verruilde medio 2022 1. FC Union Berlin voor Nottingham Forest. Hij is sinds 2021 international van het Nigeriaans voetbalelftal.

## Clubcarrière

### FSV Frankfurt
Awoniyi kwam in 2010 na een toernooi in Londen bij de Imperial Soccer Academy. In augustus 2015 werd hij aangetrokken door Liverpool en direct verhuurd aan FSV Frankfurt, dat uitkwam in de 2. Bundesliga. Hij debuteerde op 27 oktober 2015 als invaller voor Shawn Barry na 102 minuten in de verlenging van de wedstrijd om de DFB-Pokal thuis tegen Hertha BSC.  Zijn competitiedebuut maakte Awoniyi op 19 februari 2016 als basisspeler tegen FC St. Pauli. Na 89 minuten werd hij gewisseld voor Joel Gerezgiher. Hierna kwam hij geregeld aan bod en op 18 maart scoorde hij zijn eerste doelpunt tegen 1. FC Heidenheim 1846. 

### N.E.C.
In het seizoen 2016/17 speelde Awoniyi op huurbasis voor N.E.C. in de Eredivisie. Op 10 september maakte hij tegen PSV zijn debuut voor N.E.C. In november verloor hij zijn basisplaats, nadat hij geen enkele goal of assist had weten produceren. Hij maakte op 7 mei in de voorlaatste speelronde een heel belangrijke eerste treffer van het seizoen, waarmee hij N.E.C. langs AZ hielp (2-1). Een week later, in de laatste speelronde, wist hij opnieuw te scoren in een 2-0 overwinning op Sc Heerenveen. Dit behoedde N.E.C. voor rechtstreekse degradatie. Vervolgens wist hij ook in de eerste ronde van de play-offs tegen FC Emmen te scoren, zijn derde goal op rij. Op 28 mei 2017 degradeerde Awoniyi met N.E.C. naar de Eerste divisie. Awoniyi kwam tot 22 wedstrijden, drie goals en één assist voor N.E.C. 

### België
In het seizoen 2017/18 speelde Awoniyi op huurbasis voor Royal Excel Moeskroen. In juli 2018 verlengde Liverpool zijn contract. In het seizoen 2018/19 werd hij, na een goed seizoen bij Moeskroen, verhuurd aan KAA Gent. In januari 2019 werd de huurovereenkomst vroegtijdig ontbonden en werd hij door Liverpool andermaal verhuurd aan Royal Excel Moeskroen. Tijdens zijn eerste wedstrijd tegen KV Oostende wist hij al onmiddellijk te scoren. Awoniyi scoorde in een half seizoen uiteindelijk elf keer voor Moeskroen. In twee periodes kwam hij daar tot 21 treffers in 47 wedstrijden.

### Mainz 05
In augustus 2019 werd Awoniyi voor de zesde keer uitgeleend door Liverpool, ditmaal aan FSV Mainz. Hij speelde twaalf wedstrijden voor de Duitse club en scoorde één keer. 

### Union Berlin
In het seizoen 2020/21 speelde Awoniyi op huurbasis voor 1. FC Union Berlin. In zijn eerste seizoen scoorde hij vijf keer in 22 wedstrijden. De club nam hem over van Liverpool voor 8,5 miljoen euro en hij scoorde in het seizoen 2021/22 in totaal 15 doelpunten in de Bundesliga. Hij scoorde beide goals in een 2-1 overwinning op zijn vorige club 1. FSV Mainz 05 en op de laatste speelronde tegen VfL Bochum scoorde hij twee goals in een 3-2 overwinning. 

### Nottingham Forest
Medio 2022 werd Awoniyi aangetrokken door het naar de Premier League gepromoveerde Nottingham Forest, dat 20,5 miljoen euro voor hem over had. Hij maakte op 6 augustus zijn debuut tegen Newcastle United en scoorde een week later tegen West Ham United zijn eerste goal voor de club. Hij eindigde het seizoen in vorm. Hij scoorde zes keer in de laatste vier wedstrijden, waaronder tweemaal tegen Southampton (4-3 winst) en Chelsea (2-2). Hij eindigde zijn eerste seizoen op elf doelpunten in competitie en beker.
In zijn tweede seizoen bij Nottingham Forest scoorde hij in de eerste drie competitiewedstrijden telkens, tegen Arsenal, Sheffield United en Manchester United. Tussen november 2023 en januari 2024 miste hij een aantal wedstrijden door een liesoperatie. Hij keerde op 30 januari terug tegen Arsenal en scoorde opnieuw een goal, maar verloor opnieuw met 2-1. 

## Clubstatistieken
| Seizoen         | Club              | Competitie      | Competitie | Competitie | Beker | Beker | Internationaal | Internationaal | Totaal | Totaal |
| Seizoen         | Club              | Competitie      | Wed.       | Dlp.       | Wed.  | Dlp.  | Wed.           | Dlp.           | Wed.   | Dlp.   |
| --------------- | ----------------- | --------------- | ---------- | ---------- | ----- | ----- | -------------- | -------------- | ------ | ------ |
| 2015/16         | Liverpool         | Premier League  | 0          | 0          | 0     | 0     | —              | —              | 0      | 0      |
| 2015/16         | → FSV Frankfurt   | 2. Bundesliga   | 13         | 1          | 1     | 0     | —              | —              | 14     | 1      |
| 2016/17         | → N.E.C.          | Eredivisie      | 21         | 3          | 1     | 0     | —              | —              | 22     | 3      |
| 2017/18         | → Moeskroen       | Eerste Klasse   | 29         | 9          | 2     | 1     | —              | —              | 31     | 10     |
| 2018/19         | → AA Gent         | Eerste Klasse   | 16         | 0          | 2     | 2     | 4              | 1              | 22     | 3      |
| 2018/19         | → Moeskroen       | Eerste Klasse   | 16         | 11         | 0     | 0     | —              | —              | 16     | 11     |
| 2019/20         | → FSV Mainz 05    | Bundesliga      | 12         | 1          | 0     | 0     | —              | —              | 12     | 1      |
| 2020/21         | → Union Berlin    | Bundesliga      | 21         | 5          | 1     | 0     | —              | —              | 22     | 5      |
| 2021/22         | Union Berlin      | Bundesliga      | 31         | 15         | 4     | 1     | 8              | 4              | 43     | 20     |
| 2022/23         | Nottingham Forest | Premier League  | 27         | 10         | 3     | 1     | —              | —              | 30     | 11     |
| 2023/24         | Nottingham Forest | Premier League  | 20         | 6          | 3     | 0     | —              | —              | 23     | 6      |
| 2024/25         | Nottingham Forest | Premier League  | 14         | 0          | 1     | 0     | —              | —              | 15     | 0      |
| Carrière totaal | Carrière totaal   | Carrière totaal | 220        | 61         | 18    | 5     | 12             | 5              | 250    | 71     |

Bijgewerkt t/m 5 januari 2025.

## Interlandcarrière
Hij was jeugdinternational en maakte deel uit van de winnende Nigeriaanse teams op het wereldkampioenschap voetbal onder 17 - 2013 (waarna de teamleden geëerd werden als lid in de Orde van de Niger) en het Afrikaans kampioenschap voetbal onder 20 - 2015. Awoniyi speelde in de voorbereidingswedstrijden van het Nigeriaans olympisch voetbalelftal maar mocht van zijn club Liverpool niet deelnemen aan de Olympische Zomerspelen 2016. In 2021 debuteerde hij voor het Nigeriaans voetbalelftal.